# Итан Мао
«Итан Мао» (англ. Ethan Mao) —  малобюджетная независимая кинодрама  режиссёра Квентина Ли. В 2005 году на Международном ЛГБТ-кинофестивале в Турине фильм получил приз зрительских симпатий.

## Сюжет
Итан Мао — молодой гей, которого выгнали из дома после того, как мачеха застала его за чтением порнографического журнала и рассказала об этом его отцу. На улице парень вынужден заниматься гомосексуальной проституцией, чтобы заработать хоть какие-то деньги на жизнь. Здесь он знакомится с хастлером и торговцем наркотиками по имени Ремийо. Парни становятся хорошими друзьями. Ремийо приглашает Итана пожить у него. Вскоре молодые люди понимают, что влюблены друг в друга.
Итан намерен в отсутствие родителей наведаться домой, чтобы забрать деньги, которые отец не заплатил ему за работу, а также некоторые вещи, оставшиеся от покойной матери. Вместе с Ремийо они проникают в дом. Но внезапно семья возвращается и застаёт парней врасплох. Супруги вынуждены провести ночь в заложниках у Итана и Ремийо.

## В ролях
| Актёр              | Роль       |
| ------------------ | ---------- |
| Джан Хи Ли         | Итан       |
| Рэймонд Ма         | отец Итана |
| Джулия Никсон-Соул | мачеха     |
| Джерри Эрнандес    | Ремийо     |

## Критика
С момента выхода фильм получил смешанные отзывы с перевесом  в сторону отрицательных. На сайте Rotten Tomatoes картина имеет 36-процентный рейтинг (подсчитан на основе рецензий 11 критиков со средним баллом 3,8 из десяти возможных: четверо проголосовали за то, чтобы картина была отнесена к категории «свежая», семеро сочли фильм «гнилым».